# Marengo (Rebsorte)
Marengo ist eine Weißweinsorte. Sie ist eine Neuzüchtung zwischen Pirovano 50 x Delizia di Vaprio. Die Kreuzung erfolgte im Jahre 1925 in Rom durch den Züchter Alberto Piròvano. In einem 1938 veröffentlichten Katalog wurde irrtümlich statt des Pirovano 50 die Sorte Apesorgia Bianca als Muttersorte angegeben.
Abstammung: Pirovano 50 x Delizia di Vaprio. Pirovano 50 ist ihrerseits eine Kreuzung von Bicane x Pergolese.

## Synonyme
Die Rebsorte Marengo ist auch unter den Namen I.P. 205 und Pirovano 205 bekannt.

## Ampelographische Sortenmerkmale
In der Ampelographie wird der Habitus folgendermaßen beschrieben:
- Die Triebspitze ist offen. Sie ist wollig behaart und mit einem karminroten Anflug versehen. Die gelblichen Jungblätter sind leicht wollig behaart.
- Die mittelgroßen Blätter sind fünflappig und tief gebuchtet (siehe auch den Artikel Blattform). Die Stielbucht ist lyren-förmig offen. Das Blatt ist spitz gesägt. Die Zähne sind im Vergleich zu anderen Rebsorten mittelweit gesetzt.
- Die walzen- bis kegelförmige Traube ist groß und lockerbeerig. Die länglichen Beeren sind groß bis sehr groß und von goldgelber Farbe. Die Schale der Beere ist dick. Das knackige Fruchtfleisch verfügt über ein kaum wahrnehmbares Muskataroma.

Die Sorte reift ca. 20 Tage nach dem Gutedel und gilt somit als noch früh reifend. Marengo ist eine Varietät der Edlen Weinrebe (Vitis vinifera). Sie besitzt zwittrige Blüten und ist selbstfruchtend. Beim Weinbau entsteht somit nicht der ökonomische Nachteil, keinen Ertrag liefernde, männliche Pflanzen anbauen zu müssen. Die Sorte ist anfällig gegen die Grauschimmelfäule und spielt daher im gewerblichen Anbau nur eine untergeordnete Rolle. Aufgrund der schönen Trauben gilt sie als Liebhabersorte.